# Батлер, Кит
Кит Батлер (англ. Keith Butler; 2 сентября 1938, Лондон — 13 марта 2019, Суррей, Юго-Восточная Англия) — британский шоссейный велогонщик, выступавший на международном уровне в 1960-х годах. Чемпион Великобритании среди любителей и профессионалов, участник чемпионата мира в Сан-Себастьяне и многих других крупных гонок на шоссе.

## Биография
Кит Батлер родился 2 сентября 1938 года в Лондоне, Англия. Его отец Стэнли Батлер был достаточно известным шоссейным велогонщиком, специалистом по гонкам на время, участвовавшим в летних Олимпийских играх в Лос-Анджелесе.
Проходил подготовку в клубе «Норвуд Парагон» в южном Лондоне, неоднократно становился победителем и призёром различных любительских гонок на территории Великобритании, в том числе побеждал на отдельных этапах «Молочной гонки» в 1961 и 1963 годах.
В 1962 году одержал победу на шоссейном чемпионате Великобритании среди любителей и, попав в основной состав английской национальной сборной, удостоился права защищать честь страны на Играх Британской империи и Содружества наций в Перте, где в зачёте шоссейной групповой гонки закрыл десятку сильнейших. Также в этом сезоне принял участие в Велогонке Мира — занял в генеральной классификации итоговое 51 место. После этого на некоторое время уехал выступать в Бельгию.
В 1964 году Батлер выиграл шоссейный чемпионат Великобритании среди профессионалов в Харлоу, опередив на финише таких известных велогонщиков как Альберт Хитчен и Гед Коулс. Если раньше он находился в статусе независимого полупрофессионального гонщика, имевшего право выступать одновременно на любительских и профессиональных гонках, то теперь он получил полноценную профессиональную лицензию, подписав контракт с французской командой Bertin-Porter 39-Milremo.
В 1965 году стал третьим в зачёте британского национального первенства, побывал на шоссейном чемпионате мира в Сан-Себастьяне, где в групповой гонке профессионалов работал на своего соотечественника Тома Симпсона, в итоге ставшего здесь победителем.
Во второй половине 1960-х годов стартовал на многих крупных гонках в Бельгии, Германии, Великобритании. Среди наиболее примечательных результатов в это время — 14 место на весенней однодневной классической гонке «Тур Фландрии». Некоторое время Батлеру довелось выступать в одной команде со знаменитым французским велогонщиком Жаком Анкетилем.
Завершив активную спортивную карьеру, проявил себя как организатор шоссейных велогонок в южном Лондоне. В 1974 году основал Суррейскую лигу, консорциум организаторов, проводивших 170 гонок в год. Являлся менеджером британской команды на чемпионате мира 1986 года в Колорадо-Спрингс, занимался управлением несколькими другими командами, выступавшими во Франции, Нидерландах и Ирландии.
Его сын Гетин Батлер тоже занимался шоссейным велоспортом, успешно выступал на любительских соревнованиях в 1990-х годах.
За выдающиеся спортивные достижения в 2009 году Кит Батлер был введён Зал славы британского велоспорта.
Умер 13 марта 2019 года в графстве Суррей в возрасте 80 лет.